# Nahverkehr Dillenburg/Herborn
Der Öffentliche Personennahverkehr im Raum Dillenburg und Herborn wird durch die Verkehrsgesellschaft Lahn-Dill-Weil (VLDW) organisiert. Ebenso sind beide Städte Gesellschafter des Rhein-Main-Verkehrsverbundes (RMV).
Dillenburg und Herborn haben gemeinsam ca. 43.000 Einwohner, mit der Nachbarstadt Haiger und ihren Stadtteilen ergibt sich eine Einwohnerzahl von insgesamt ca. 63.000. Nicht hinzu gezählt sind hier die einwohnerstarken Umlandgemeinden wie Dietzhölztal, Eschenburg oder Driedorf. Bedingt durch die tripolare Stadtstruktur konzentriert sich auch der Busverkehr auf insgesamt drei Stadtzentren. So stellt trotz der räumlichen Nähe jede Stadt für sich einen eigenen Knotenpunkt für den ÖPNV dar.
Seit Stilllegung vieler Nebenbahnen, die von Haiger, Dillenburg oder Herborn ausgegangen sind, wird der Umlandverkehr mit Bussen betrieben. Drei Regionalbahn- und zwei Regional-Express-Linien bilden den Zugverkehr. Zwischen Dezember 2009 und Dezember 2011 wurde dieses Angebot durch ein einzelnes EuroCity-Zugpaar (Siegen–Klagenfurt) ergänzt. Im Dezember 2021 kehrte der Schienenpersonenfernverkehr mit der Intercity-Linie 34 zurück. Gehalten wird ausschließlich in Dillenburg. Bestimmte Züge können zwischen Dillenburg und Iserlohn-Letmathe zum Nahverkehrstarif genutzt werden. Die Fahrten im SPNV erfolgen darüber hinaus durch DB Regio Mitte und die Hessische Landesbahn. Die Buslinien werden durch regionale Verkehrsbetriebe ausgeführt.

## Aktuelle Lage
Nachdem zum Fahrplanjahr 2013/2014 wegen Sparmaßnahmen auf vielen Linien harte Einschnitte erfolgten, folgen weitere Einschränkungen zum Fahrplanwechsel 2014/2015. Aber auch Veränderungen und Optimierungen fanden statt.
In Haiger wurde so der Umlandverkehr neu organisiert. Die bestehende Zusatzlinien 102 a, 104 und 106 a wurden in die bestehenden Linien integriert. Zudem wird das wachsende Gewerbegebiet Haiger-Kalteiche durch drei Haltestellen angebunden. Dem ging eine Neuausschreibung des Linienbündels Haiger-LDK voraus, bei der die Arbeitsgemeinschaft Linienverkehr (ALV) Oberhessen erhielt hierbei den Zuschlag.
Wesentliche Änderung ist auch die Streichung des Schienenparallelverkehrs, so wurde die Linie 102 von Dillenburg über Manderbach, Sechshelden nach Haiger auf den Abschnitt Dillenburg–Manderbach reduziert.

## Dillenburg
Kreuzungspunkt für Bus und Bahn ist der Bahnhof Dillenburg in der Kernstadt. Hier kommen die Buslinien sternförmig aus dem Umland zusammen.
Wichtigste Haltestelle ist der Zentrale Omnibus-Bahnhof (ZOB) Dillenburg mit sechs vollständigen Haltebuchten und zwei nicht überdachten Bedarfshaltestellen.

### Stadtbusverkehr
Der Stadtbusverkehr in Dillenburg beschränkt sich auf eine Linie. Diese verkehrt montags bis sonntags weitestgehend im Stundentakt.
| Nummer | Linienweg               | Erläuterung                                                                                   |
| 100    | Stadtverkehr Dillenburg | - Rundverkehr auf zwei Linienwegen im Stadtgebiet - Samstags im 2-Stunden-Takt bis Manderbach |

### Umlandverkehr
Dillenburg ist Ausgangspunkt für viele Busverbindungen in die Nachbargemeinden, aber auch überregionale Busverbindungen beginnen und enden dort. Es gilt in Richtung Siegen ein Tarifkragen des Westfalentarifs.
| Nummer | Linienweg                                      | Erläuterung                                                                                        |
| R26    | Burbach → Allendorf → Haiger → Dillenburg      | - parallel zur Hellertalbahn; derzeit eingestellt                                                  |
| 101    | Dillenburg → Niederscheld → Eibach             | - seit 2014 eingestellt, Teil der Linie 150                                                        |
| 102    | Dillenburg → Manderbach → Sechshelden → Haiger | - seit 2015 nur noch bis Manderbach - nach Haiger und Sechshelden nur noch einzelne Schülerfahrten |
| 107    | Dillenburg → Donsbach                          | |
| 150    | Dillenburg → Eibach → Nanzenbach → Hirzenhain  | |
| 302    | Dillenburg → Eschenburg → Dietzhölztal         | |
| 491    | Dillenburg → Oberscheld → Biedenkopf           | |

Der Busverkehr wird zum größten Teil werktags im Stundentakt bedient, samstags meist alle 2 Stunden bis in den späten Nachmittag. Auf den Linien 302 und 491 findet zudem auch sonntags Verkehr statt.

## Herborn
Herborn bildet den südlichen Knotenpunkt des 3-Städte-Zentrums und spielt hier in Sachen ÖPNV eine tragende Rolle. Herborn ist Ausgangspunkt für die Linien des hessischen Westerwaldes und für die Linien ins Aartal und weiter in Richtung Bad Endbach. Zentrale Haltestelle ist der Busbahnhof am Bahnhof Herborn mit zehn Bussteigen, der ein Umstieg auf andere Buslinien, aber auch zum Bahnverkehr ermöglicht.

### Stadtverkehr
Im Zuge der Umkonzipierung des Liniennetzes Aartal 2008 und Westerwald 2009, welche mit europaweiten Ausschreibungen verbunden waren, wurden hier die Linien völlig neu geordnet. Seit dem 13. Dezember 2009 gilt zudem in Herborn ein völlig neues Stadtbuskonzept, was das bisherige abgelöst hat. Seit dem 11. Dezember 2017 wurde das Stadtbuskonzept erneut überarbeitet und es werden neue Fahrzeuge eingesetzt.
| Nummer  | Linienweg                                                                    | Erläuterung                                                       |
| 130     | Rundverkehr Herborn                                                          | - bis zum 12. Dezember 2009 - ersetzt durch Linie 500 und 501/502 |
| 132     | Herborn → Burg / Seelbach → Herborn                                          | - bis 12. Dezember 2009 - ersetzt durch Linie 503                 |
| 500     | Herborn Reuterberg → ZOB → Freibad → Friedhof → ZOB → Herborn Reuterberg     | - ehm. Linie 130                                                  |
| 501/502 | Hörbach/Guntersdorf → Hirschberg → Merkenbach → ZOB → Alsbach → und zurück   | - Ringlinie                                                       |
| 503     | Herborn → Burg / Seelbach → Herborn                                          | - ehm. Linie 132 - samstags nur Zweistundentakt                   |
| 505     | Herborn → Sinn → Fleisbach → Merkenbach → Hörbach → Guntersdorf → Hirschberg | - Nur Schülerverkehr                                              |

Die neuen Stadtbuslinien verkehren im Stundentakt, wo es zu einer Überschneidung von Fahrtenpaaren kommt, ergibt sich ein 30-Minuten-Takt.
Weitere wichtige Haltestellen in Herborn sind neben dem ZOB noch die Haltestellen "Dillcenter" und "Leonhardsturm".

### Umlandverkehr
Seit der Stilllegung der letzten Nebenbahn ins Umland von Herborn, der Aar-Salzböde-Bahn nach Bad Endbach im Jahr 2001, wird der Nahverkehr vollständig von Bussen übernommen. 2008 und 2009 wurden die Linien vollständig neu konzipiert und umbenannt. Zudem folgte eine Vertaktung von Linien auf 60 und 120 Minuten, ebenfalls wurde der Verkehr an Samstagen ausgeweitet und vertaktet. Zum Fahrplanwechsel 2010/2011 im Dezember 2010 wurden jedoch auf manchen Linien Einschnitte vorgenommen bzw. schwach ausgelastete Fahrtenpaare gestrichen. Auch gab es im Samstagsverkehr einige Kürzungen; so verkehrt Linie 530 samstags nicht mehr auf ganzer Strecke, sondern nur noch zwischen Herborn und Fleisbach. Seit dem Fahrplanwechsel 2016/2017 im Dezember 2016 verkehren auf den "400er"-Linien neue Fahrzeuge. Seit dem Fahrplanwechsel 2017/2018 im Dezember 2017 werden auch auf den "500er"-Linien neue Fahrzeuge eingesetzt und teilweise wurde der Linienweg neu konzipiert und es werden zusätzliche Fahrten angeboten. Erstmals verkehren Busse über die Landesgrenze nach Rennerod. Ein Teil der Fahrten, vor allem in den Ferien, wird seit dem 1. Mai 2018 als Rufbus nur nach vorheriger Anmeldung beim VLDW durchgeführt. Dafür wurde eine neue Rufbus-Zentrale eingerichtet.
| Nummer  | Linienweg                                                                  | Erläuterung |
| 403     | Herborn → Mittenaar → Hartenrod                                            | - Ersatzverkehr für die stillgelegte Aar-Salzböde-Bahn - seit 2014 kein Samstagsverkehr mehr                                                                        |
| 405     | Siegbach → Ballersbach → Herborn                                           | - morgens nur eine Fahrt im Schülerverkehr |
| 407     | Herborn → Bischoffen → Bad Endbach → Hartenrod                             | - Bestandteil der "Blauen Linie" als "Bergland-Express" - Nur Wochenendverkehr                                                                                      |
| 471     | Herborn → Katzenfurt                                                       | - früher von/nach Dillenburg - heute nur noch Schülerverkehr |
| 510     | Rabenscheid → Gusternhain → Breitscheid → Medenbach → Uckersdorf → Herborn | - Bestandteil der "Blauen Linie" als "Höhlen-Express" |
| 515     | Uckersdorf → Erdbach → Amdorf                                              | - Teilweise von/bis Breitscheid |
| 520/521 | Rennerod → Gemeinde Driedorf → Schönbach → Herborn                         | - Bestandteil der "Blauen Linie" als "Westerwald-Express" (Linie 521) - 2017 bis nach Rennerod verlängert                                                           |
| 530     | Mengerkirchen → Gemeinde Greifenstein → Driedorf → Sinn → Herborn          | - 2017 bis nach Mengerkirchen und teilweise nach Allendorf verlängert - seit 2017 Samstagsverkehr bis nach Beilstein, Mengerkirchen und (als Rufbus) nach Allendorf |

Bedeutende Umstiegspunkte zu anderen Buslinien sind Herborn, Driedorf und Beilstein.

### Die Blaue Linie
Die so genannte "Blaue Linie" ist ein Linienkonzept (Linien 407, 415, 510 und 521), welches von Mai bis September an Wochenenden und Feiertagen unter anderem die Krombachtalsperre über Herborn und den Aartalsee bei Niederweidbach mit der Bäderstadt Bad Endbach verbindet. Seit 2017 wird von Wetzlar aus der Aartalsee und (Nur an Samstagen) Altenkirchen angebunden. Seit 2018 werden (Nur an Samstagen) von Herborn aus die Tropfsteinhöhlen bei Breitscheid und die Fuckskaute bei Waldaubach angebunden.
Die Busse verkehren auf einem fast 80 km umfassenden Linien-Netz im Zweistundentakt (zwischen Herborn und Rennerod teilweise im Stundentakt) und führen (außer einer Linie) zusätzlich einen Fahrradanhänger für bis zu 20 Fahrräder mit (seit 2018 können dank neuer Anhänger auch E-Bikes transportiert werden). Die Linien sind in den RMV integriert und können mit RMV-Fahrkarten zum regulären RMV-Tarif genutzt werden.
Folgende Linien gehören zum Konzept der Blauen Linie:
| Nummer | Bezeichnung        | Linienweg                                                                | Erläuterung |
| ------ | ------------------ | ------------------------------------------------------------------------ | --- |
| 407    | Bergland-Express   | Hartenrod → Bad Endbach → Niederweidbach → Bicken → Herborn              | - Zweistundentakt - Fahrradanhänger - in Herborn Umstieg von/auf Linie 521 möglich                                             |
| 415    | Aartalsee-Express  | Wetzlar → Hohensolms → Königsberg → Erda → Niederweidbach → Altenkirchen | - seit 2017 - Zweistundentakt - Fahrradanhänger - An Sonn- und Feiertagen nur bis Niederweidbach                               |
| 510    | Höhlen-Express     | Herborn → Uckersdorf → Erdbach → Breitscheid → Waldaubach                | - seit 2018 - Zweistundentakt - Kein Fahrradanhänger - Nur an Samstagen                                                        |
| 521    | Westerwald-Express | Herborn → Uckersdorf → Schönbach → Driedorf → Mademühlen → Rennerod      | - Zweistundentakt, teilweise Stundentakt - Fahrradanhänger - in Herborn Umstieg von/auf Linie 407 möglich - Rennerod seit 2018 |

## Haiger
Hier ist die ÖPNV-Anbindung nach Siegen, Wetzlar, Gießen und Frankfurt am Main möglich. Stationen gibt es in Haiger, Haiger Obertor, Allendorf, Dillbrecht, Rodenbach und Sechshelden.

### Stadtverkehr
Der Stadtverkehr Haiger wurde 2007 eingestellt. Übernommen wurde er von der Linie 103a, welche nur an Schultagen verkehrt.

### Umlandverkehr
| Nummer | Linienweg                                      | Erläuterung                                                                  |
| R26    | Dillenburg → Haiger → Burbach                  | - parallel zur Hellertalbahn; derzeit eingestellt                            |
| 102    | Dillenburg → Manderbach → Sechshelden → Haiger | - seit 2015 nur noch einzelner Schülerverkehr zwischen Haiger und Manderbach |
| 103    | Haiger → Haigerseelbach → Steinbach → Haiger   | - Rundverkehr                                                                |
| 104    | Haiger → Allendorf                             | - nur an Schultagen - 2015 eingestellt, Teil der Linie 103                   |
| 105    | Haiger → Langenaubach → Flammersbach → Haiger  | - Rundverkehr                                                                |
| 106    | Haiger → Roßbachtal → Haiger                   | - Rundverkehr                                                                |
| 106a   | Haiger → Roßbachtal                            | - Schülerverkehr                                                             |